# Jacques Babinet
Jacques Babinet (n. 5 martie 1794, Lusignan, Poitou-Charentes, Franța – d. 21 octombrie 1872, Paris, Franța) a fost un fizician, matematician și astronom francez, cunoscut în special pentru contribuțiile sale în domeniul opticii.

## Biografie

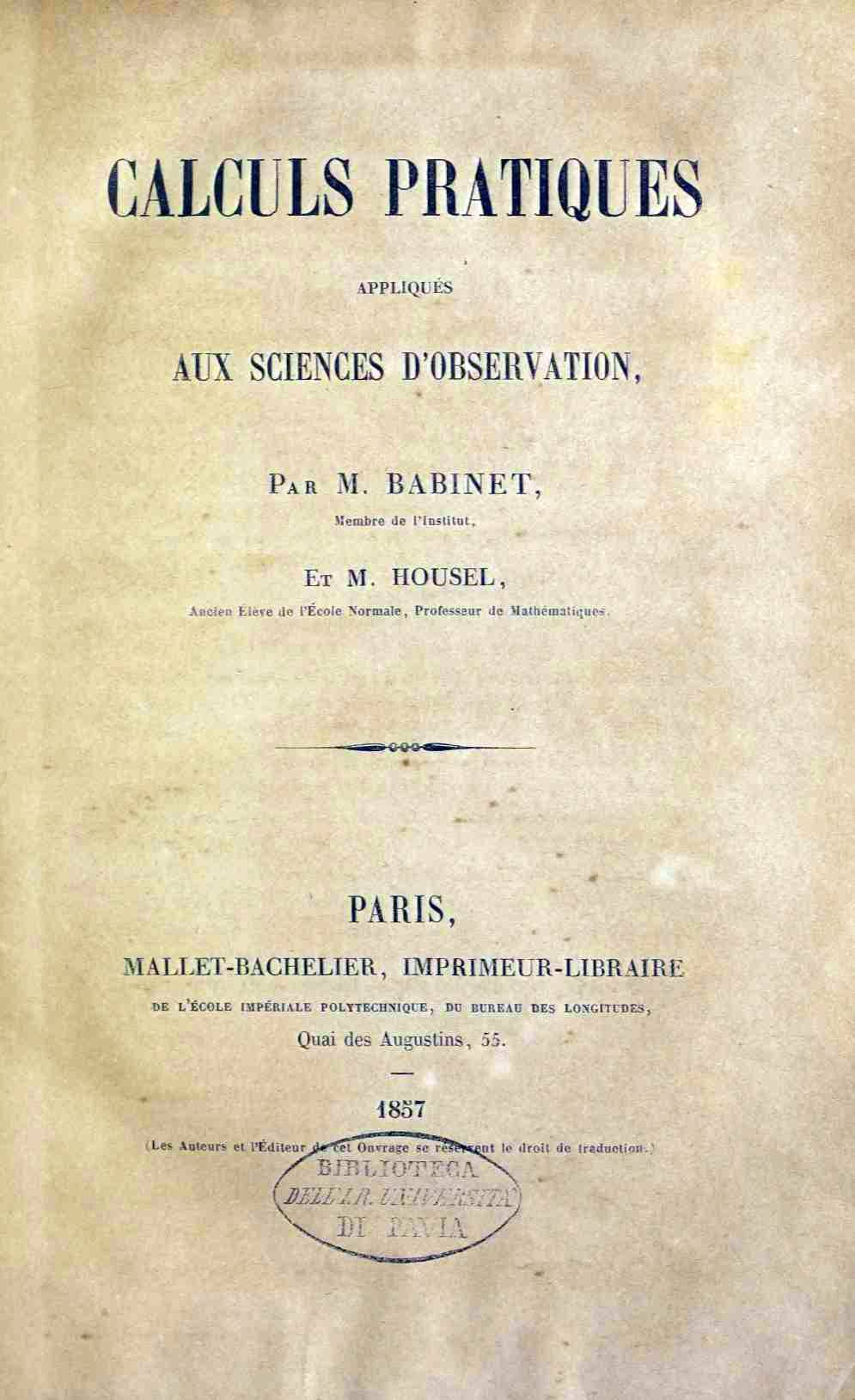
Calculs pratiques appliqués aux sciences d'observation, 1857

S-a născut la Lusignau și a murit la Paris.
În 1840 devine membru al Academiei Franceze de Științe.
În 1814 a părăsit cariera militară și a trecut ca profresor de matematică la Fontenay le Comte, apoi profesor de științe naturale la Poitiers, în fine la Paris la Collège St. Louis, unde se împrietenește cu François Arago și Jean Augustin Fresnel.

## Contribuții
Astfel, în 1827 pune la punct standardizarea unității de măsură Ångström și aceasta utilizând liniile spectrale ale metalului cadmiu.
La începutul anilor 1840, împreună cu Daniel Colladon demonstrează utilitatea ghidării luminii prin reflexii repetate.
Aceasta va sta la baza utilizării ulterioare a fibrei optice.
Pentru studiile sale din domeniul opticii, a inventat un tip polariscop, care avea să îi poarte numele.
Babinet a mai studiat și proprietățile optice ale mineralelor, unele fenomene meteorologice (cum ar fi curcubeul), în domeniul astronomiei (masa planetei Mercur, magnetismul terestru), precum și în alte domenii (geografie, cartografie).

## Scrieri
- Traité élémentaire de la géométrie descriptive (Paris, 1850)
- Études et lectures sur les sciences d'observation (1855 - 1865), în 8 volume.